# Mistrovství Jižní Ameriky ve fotbale 1916 (soupisky)
Tento článek uvádí soupisky týmů 4 zemí účastnících se Mistrovství Jižní Ameriky ve fotbale 1916.

## Soupisky
Uruguay
Miguel Benincasa, José Brachi, Francisco Castellino, Pablo Dacal, Juan Delgado, Alfredo Foglino, Isabelino Gradín, Rodolfo Marán, Jorge Germán Pacheco, José Pérez,José Piendibene, Ángel Romano, Cayetano Saporiti, Pascual Somma, José Tognola, Antonio Urdinarán, José Vanzzino, Manuel Varela, Alfredo Zibechi
 Trenér: Alfredo Foglino
  Argentina
Gerónimo Badaracco, Claudio Bincaz, Juán Cabano, Juán Domingo Brown, Arturo Chiappe, Zenón Díaz, Cándido García, Carlos Guidi, Ennis Hayes, Juán Enrique Hayes, Adolfo Heissinger, Juán Hospital, Carlos Isola, José Laguna, Alberto Andrés Marcovecchio, Pedro Martínez,Ricardo Naón, Alberto Bernardino Ohaco, Francisco Olazar, Juán Nelusco Perinetti, Armando Reyes, Juán José Rithner, Carlos Tomás Wilson
 Trenér:
  Brazílie
 Manoel Alencar Monte, Amílcar Barbuy, Arnaldo Patusca Silveira, Casemiro Amaral, Demósthenes Correa de Syllos, Arthur Friedenreich, Armando Almeida Galo, Sylvio Lagreca, Luiz Maia de Bittencourt Menezes, Marcos Carneiro de Mendonça, Benjamin de Almeida Sodré, Emmanuel Augusto Nery, Orlando Pereira Pires, Sidney Pullen
 Trenér: Sylvio Lagreca
 Chile
Enrique Abello, Telésforo Báez, Enrique Cárdenas, Alfredo France, Eufelio Fuentes, Manuel Geldes, Manuel Guerrero, Enrique Gutiérrez, Roberto Moreno, Hernando Salazar, Enrique Teuche, Ramón Unzaga, Marcos Wittke 
 Trenér: Carlos Fanta